# Selenophorus dubius
Selenophorus dubius är en skalbaggsart som beskrevs av Jules Putzeys. Selenophorus dubius ingår i släktet Selenophorus och familjen jordlöpare. Inga underarter finns listade i Catalogue of Life.